# 声の劇団イマージュ
声の劇団イマージュ（こえのげきだんイマージュ）は日本の劇団。代表は声優の光明寺敬子。日本芸能マネージメント事業者協会会員。

## 概要
演出家の大西桂太によって設立された。1996年12月に「アールヴォカール」から団体名を「声の劇団イマージュ」に改称。

## 劇団員
- 高野繁明
- 池田知聡
- 蛯子匡典
- 井出翔大
- 吉田竜一
- 牛山健太郎
- 礒兼吉孝
- 今野将
- 原島秀和
- 山崎泰平
- 光明寺敬子（代表）
- 土橋真弓
- 横山望